# Nicolò Giacalone
Nicolò Giacalone (Roma, 24 dicembre 1997) è un ostacolista italiano.

## Progressione

### 60 metri ostacoli indoor
| Stagione | Misura  | Luogo     | Data      | Rank. Mond. |
| -------- | ------- | --------- | --------- | ----------- |
| 2025     | 7"75(i) | Apeldoorn | 6-3-2025  |             |
| 2024     | 7"81(i) | Ancona    | 17-2-2024 |             |
| 2023     | 7"96(i) | Ancona    | 18-2-2023 |             |
| 2022     | 8"07(i) | Firenze   | 13-2-2022 |             |
| 2021     | 8"25(i) | Ancona    | 30-1-2021 |             |
| 2020     | 8"48(i) | Ancona    | 11-1-2020 |             |
| 2019     | 8"30(i) | Ancona    | 19-1-2019 |             |
| 2018     | 8"37(i) | Ancona    | 4-2-2018  |             |
| 2017     | 8"30(i) | Formia    | 22-1-2017 |             |
| 2016     | 8"37(i) | Formia    | 27-2-2016 |             |

### 110 metri ostacoli
| Stagione | Misura | Luogo   | Data      | Rank. Mond. |
| -------- | ------ | ------- | --------- | ----------- |
| 2024     | 13"71  | Graz    | 12-5-2024 |             |
| 2023     | 13"93  | Trieste | 22-7-2023 |             |
| 2022     | 14"06  | Rieti   | 25-6-2022 |             |
| 2021     | 14"43  | Rieti   | 29-5-2021 |             |
| 2020     | 14"72  | Rieti   | 23-7-2020 |             |
| 2019     | 14"84  | Roma    | 19-6-2019 |             |
| 2018     | 14"84  | Rieti   | 15-9-2018 |             |
| 2017     | 15"02  | Trieste | 1-7-2017  |             |
| 2016     | 15"35  | Rieti   | 4-6-2016  |             |
| 2015     | 15"48  | Matera  | 26-9-2015 |             |

## Palmarès
| Anno | Manifestazione  | Sede      | Evento   | Risultato | Prestazione | Note  |
| ---- | --------------- | --------- | -------- | --------- | ----------- | ----- |
| 2024 | Europei         | Roma      | 110 m hs | Batteria  | 13"86       | [ 1 ] |
| 2025 | Europei indoor  | Apeldoorn | 60 m hs  | Batteria  | 7"75        |       |
| 2025 | Mondiali indoor | Nanchino  | 60 m hs  | Batteria  | 7"89        |       |

## Campionati nazionali
- 1 volta campione nazionale assoluto indoor dei 60 m ostacoli (2025)

2020
- el. batteria ai campionati italiani assoluti (Padova), 110 m hs - 15"03

2021
- el. batteria ai campionati italiani assoluti indoor (Ancona), 60 m hs - 8"30
- el. batteria ai campionati italiani assoluti (Rovereto), 110 m hs - 14"61

2022
- el. batteria ai campionati italiani assoluti indoor (Ancona), 60 m hs - 8"11
- 5º ai campionati italiani assoluti (Rieti), 110 m hs - 14"29

2023
- Bronzo ai campionati italiani assoluti indoor (Ancona), 60 m hs - 7"96
- Bronzo ai campionati italiani assoluti (Molfetta), 110 m hs - 14"06

2024
- Bronzo ai campionati italiani assoluti indoor (Ancona), 60 m hs - 7"81

2025
- Oro ai campionati italiani assoluti indoor, 60 m hs - 7"82
- Bronzo ai campionati italiani assoluti (Caorle), 110 m hs - 13"97